# Juri Cisotti
Juri Cisotti (Tolmezzo, 5 maggio 1993) è un calciatore italiano, attaccante dell'FCSB.

## Caratteristiche tecniche
Esterno alto di centrocampo, in grado di giocare su entrambe le fasce. Giocatore rapido, dotato di tecnica e del senso del goal, agisce spesso sul filo del fuorigioco.

## Carriera
Muove i suoi primi passi nel settore giovanile del Donatello. Nel 2010 passa alla Triestina. Esordisce tra i professionisti il 29 maggio 2011 in Ascoli-Triestina (3-0) - ultima giornata del campionato di Serie B -  subentrando a 18' dal termine al posto di Filippo Antonelli Agomeri.
Nel 2011 viene prelevato dal Chievo. Il 10 luglio 2013 passa in prestito con diritto di riscatto e controriscatto al Latina. Poco utilizzato nel corso della stagione, nelle poche occasioni concessegli si rende autore di buone prestazioni.
Il 5 agosto 2014 passa in prestito con diritto di riscatto allo Spezia. Il 24 giugno 2015 viene riscattato dai liguri, che il 13 luglio lo cedono al Rijeka, in Croazia. Mai preso in considerazione dal tecnico della prima squadra, nel corso della sua esperienza a Fiume trascorre sei mesi con la squadra riserve, prima di rientrare - il 12 gennaio 2016 - allo Spezia.
Il 1º febbraio 2016 viene ceduto in prestito con diritto di riscatto al Vicenza, in Serie B. rimanendo fermo per tutto il resto della stagione causa un infortunio chiudendo l'esperienza vicentina con zero presenze.
Per la stagione 2016-17 fa ritorno allo Spezia recuperando lentamente dall'infortunio, dopo 4 presenze, il 25 gennaio 2017 viene ceduto in prestito alla Casertana, in Lega Pro esordendo l'11 febbraio contro la Vibonese terminando la stagione con 9 presenze e zero reti deludendo le aspettative. Il campionato seguente fa ritorno di nuovo allo Spezia ma viene messo fuori rosa dal club ligure rimanendo al termine della stagione svincolato.
Il 12 settembre firma un contratto annuale con i maltesi del Mosta FC militanti nella massima serie.
L'anno successivo resta nel campionato maltese ma si trasferisce allo Sliema Wanderers dove resta per due stagioni.
Rimasto svincolato, nel gennaio 2022 firma un contratto con il club romeno dell'Oțelul Galați, militante in Liga II, secondo livello del campionato romeno. Nella stagione successiva, contribuisce al secondo posto e alla promozione in massima serie della squadra.
Il 4 gennaio 2025, viene ceduto a titolo definitivo all'FCSB, sempre nella massima serie romena, per circa 200.000 euro. Lungo il resto della stagione, segna cinque gol e quattro assist in 18 presenze con il club, contribuendo alla vittoria del campionato.

## Statistiche

### Presenze e reti nei club
Statistiche aggiornate al 5 maggio 2025.
| Stagione             | Squadra              | Campionato           | Campionato | Campionato | Coppe nazionali | Coppe nazionali | Coppe nazionali | Coppe continentali | Coppe continentali | Coppe continentali | Altre coppe | Altre coppe | Altre coppe | Totale | Totale |
| Stagione             | Squadra              | Comp                 | Pres       | Reti       | Comp            | Pres            | Reti            | Comp               | Pres               | Reti               | Comp        | Pres        | Reti        | Pres   | Reti   |
| -------------------- | -------------------- | -------------------- | ---------- | ---------- | --------------- | --------------- | --------------- | ------------------ | ------------------ | ------------------ | ----------- | ----------- | ----------- | ------ | ------ |
| 2010-2011            | Triestina            | B                    | 1          | 0          | CI              | 0               | 0               | -                  | -                  | -                  | -           | -           | -           | 1      | 0      |
| ago. 2011            | Triestina            | 1D                   | -          | -          | CI+CI-LP        | 3+0             | 0               | -                  | -                  | -                  | -           | -           | -           | 3      | 0      |
| Totale Triestina     | Totale Triestina     | Totale Triestina     | 1          | 0          |                 | 3               | 0               |                    | -                  | -                  |             | -           | -           | 4      | 0      |
| ago. 2011-2012       | Chievo               | A                    | 0          | 0          | CI              | -               | -               | -                  | -                  | -                  | -           | -           | -           | 0      | 0      |
| 2012-2013            | Chievo               | A                    | 0          | 0          | CI              | -               | -               | -                  | -                  | -                  | -           | -           | -           | 0      | 0      |
| Totale Chievo        | Totale Chievo        | Totale Chievo        | 0          | 0          |                 | -               | -               |                    | -                  | -                  |             | -           | -           | 0      | 0      |
| 2013-2014            | Latina               | B                    | 18+4       | 1+1        | CI              | 1               | 0               | -                  | -                  | -                  | -           | -           | -           | 23     | 2      |
| 2014-2015            | Spezia               | B                    | 22         | 1          | CI              | 0               | 0               | -                  | -                  | -                  | -           | -           | -           | 22     | 1      |
| 2015-gen. 2016       | Rijeka II            | 3.HNL                | 13         | 6          | -               | -               | -               | -                  | -                  | -                  | -           | -           | -           | 13     | 6      |
| gen.-giu. 2016       | Vicenza              | B                    | 0          | 0          | CI              | -               | -               | -                  | -                  | -                  | -           | -           | -           | 0      | 0      |
| 2016-gen. 2017       | Spezia               | B                    | 4          | 0          | CI              | 1               | 0               | -                  | -                  | -                  | -           | -           | -           | 5      | 0      |
| gen.-giu. 2017       | Casertana            | LP                   | 9          | 0          | CI+CI-LP        | -               | -               | -                  | -                  | -                  | -           | -           | -           | 9      | 0      |
| 2017-2018            | Spezia               | B                    | 0          | 0          | CI              | -               | -               | -                  | -                  | -                  | -           | -           | -           | 0      | 0      |
| Totale Spezia        | Totale Spezia        | Totale Spezia        | 27         | 1          |                 | 1               | 0               |                    | -                  | -                  |             | -           | -           | 28     | 1      |
| set. 2018-2019       | Mosta                | PL                   | 18         | 1          | CM              | 1               | 1               | -                  | -                  | -                  | -           | -           | -           | 19     | 2      |
| 2019-2020            | Sliema Wanderers     | PL                   | 20         | 5          | CM              | 1               | 0               | -                  | -                  | -                  | -           | -           | -           | 21     | 5      |
| 2020-2021            | Sliema Wanderers     | PL                   | 23         | 5          | CM              | 1               | 0               | -                  | -                  | -                  | -           | -           | -           | 24     | 5      |
| 2021-2022            | Oțelul Galați        | L2                   | 6          | 2          | CR              | 0               | 0               | -                  | -                  | -                  | -           | -           | -           | 6      | 2      |
| 2022-2023            | Oțelul Galați        | L2                   | 17+9       | 3+2        | CR              | 3               | 0               | -                  | -                  | -                  | -           | -           | -           | 29     | 5      |
| 2023-2024            | Oțelul Galați        | LI                   | 37         | 9          | CR              | 7               | 1               | -                  | -                  | -                  | -           | -           | -           | 44     | 10     |
| lug.-dec. 2024       | Oțelul Galați        | LI                   | 17         | 3          | CR              | 3               | 0               | -                  | -                  | -                  | -           | -           | -           | 20     | 3      |
| Totale Oțelul Galați | Totale Oțelul Galați | Totale Oțelul Galați | 86         | 19         |                 | 13              | 1               |                    | -                  | -                  |             | -           | -           | 99     | 20     |
| gen.-mag. 2025       | FCSB                 | LI                   | 14         | 4          | CR              | 0               | 0               | UEL                | 4                  | 1                  | -           | -           | -           | 18     | 5      |
| 2025-2026            | FCSB                 | L1                   | -          | -          | CR              | -               | -               | UCL+UEL            | 4+0                | 1+0                | SR          | 1           | 0           | -      | -      |
| Totale carriera      | Totale carriera      | Totale carriera      | 217+13     | 40+3       |                 | 21              | 2               |                    | 4                  | 1                  |             | -           | -           | 255    | 45     |

## Palmarès

### Club

#### Competizioni nazionali
- Campionato rumeno: 1

FCSB: 2024-2025
- Supercoppa di Romania: 1

FCSB: 2025